# Hunzikeria steyermarkiana
Hunzikeria steyermarkiana ist eine Pflanzenart aus der Gattung Hunzikeria in der Familie der Nachtschattengewächse (Solanaceae). Das Verbreitungsgebiet der Art liegt in Venezuela.

## Beschreibung
Hunzikeria steyermarkiana ist eine bis zu 20 cm hohe, krautige Pflanze. Sie bildet kurze Wurzeln und drehrunde, schlanke Stängel, die mit kurzen, schwachen, gebogenen Trichomen behaart ist. Die Laubblätter sind umgekehrt eiförmig, bis zu 4 cm lang und bis zu 1,3 cm breit. Nach vorn sind sie stumpf, zur Basis hin verjüngen sie sich zu einem langgestreckten, schmal nach oben geflügelten, 5 bis 15 mm langen Blattstiel, der an der Basis gekielt ist. Von der Blattachse gehen nach jeder Seite etwa drei Blattadern ab. Die Oberseite der Blattspreite ist spärlich mit kurzen, drüsigen Trichomen behaart, die Unterseite ist unbehaart.
Die Blüten stehen einzeln an den Spitzen der Stängel. Die Blütenstiele sind drüsig und filzig behaart, leicht gewinkelt und zur Blütezeit etwa 3 mm lang, an der Frucht verlängern sie sich auf 5 bis 7 mm. Die Blüten sind nach oben gerichtet, ihr Kelch ist glockenförmig bis umgekehrt konisch, mit fünf stumpfen oder dreieckigen Kelchzipfeln besetzt und an der Außenseite drüsig behaart, innen unbehaart. Er erreicht Durchmesser von 4 mm und wird dabei 5 mm lang, an der Frucht ist er leicht verlängert. An der Kelchröhre sind zehn Adern zu erkennen. Die Krone ist stieltellerförmig, bei getrockneten Exemplaren ist sie malvenfarben. Die Kronröhre ist schlank und wird bis zu 10 mm lang, außen flaumig behaart und mit einer längsgerichteten Aderung versehen. Der Kronsaum ist radförmig und misst 15 mm im Durchmesser. Die vier Staubblätter treten in zwei verschiedenen Formen auf, die Staubbeutel sind jedoch gleichgestaltig und immer fertil. Der Griffel ist an der Spitze geflügelt, die Narbe ist flach, herzförmig oder rechteckig und weist vier schwache Einkerbungen auf, die den Staubbeuteln gegenüberstehen.
Die Frucht ist eine Kapsel, die vom Kelch umschlossen wird.

## Verbreitung und Standorte
Die Art ist ausschließlich von Standorten aus Halbwüsten an der Karibikküste Venezuelas, westlich von Caracas bekannt.

## Botanische Geschichte
Die Art wurde 1978 von William D’Arcy erstbeschrieben. Das Typusexemplar wurde in El Palito, nahe Puerto Cabello gesammelt. Der Herbarbeleg befindet sich in New York Botanical Garden. Das Epitheton ehrt Julian Alfred Steyermark für seine Arbeit bei der Erforschung der Flora Venezuelas.